# Aromatique

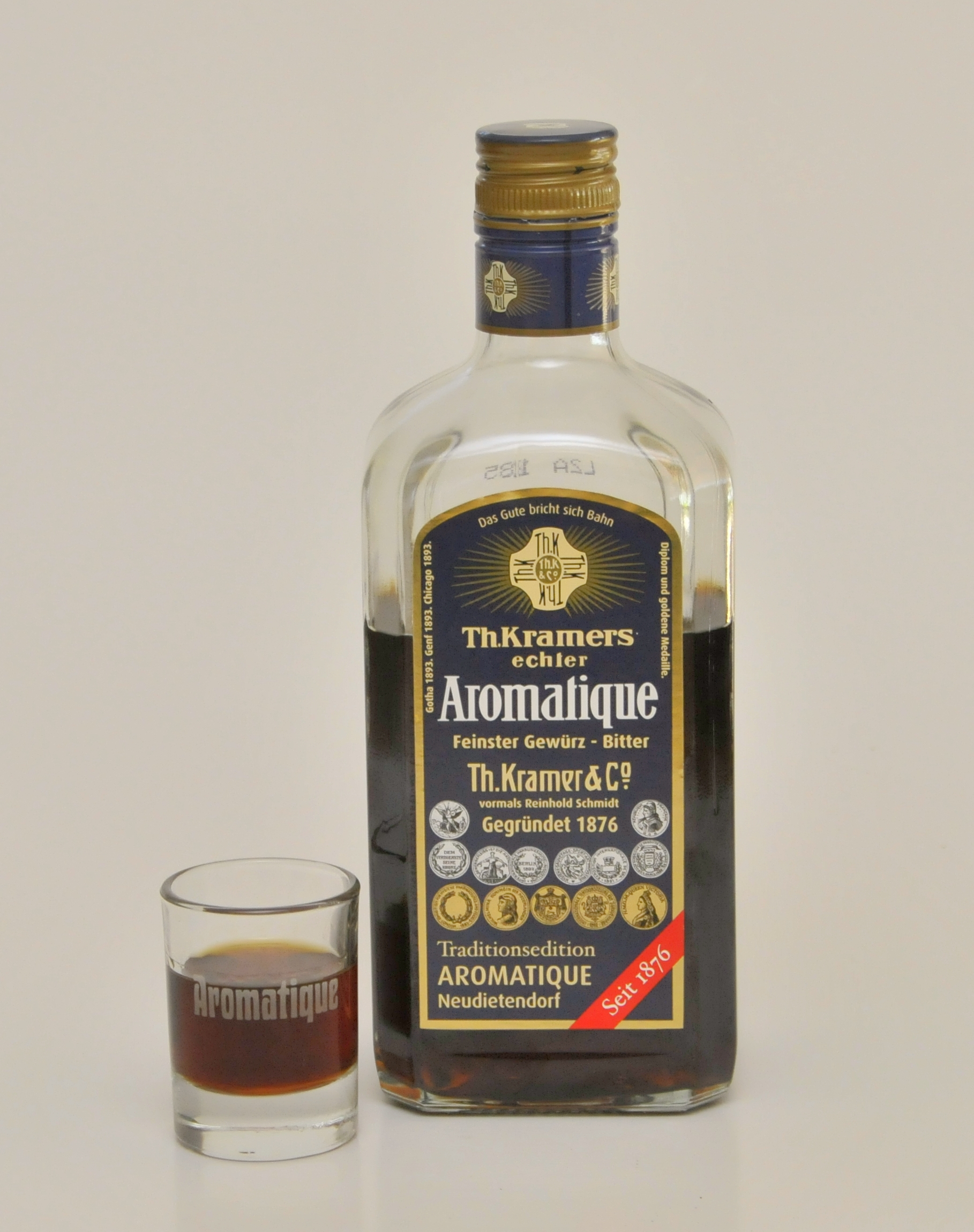
0,7-Liter-Flasche Aromatique, 2012 (Spirituosenfabrik Aromatique GmbH Neudietendorf)

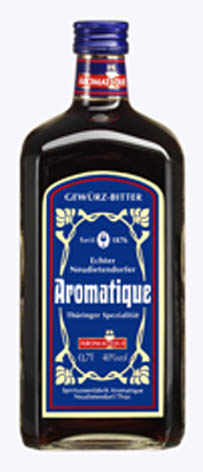
0,7-Liter-Flasche Aromatique, 2005

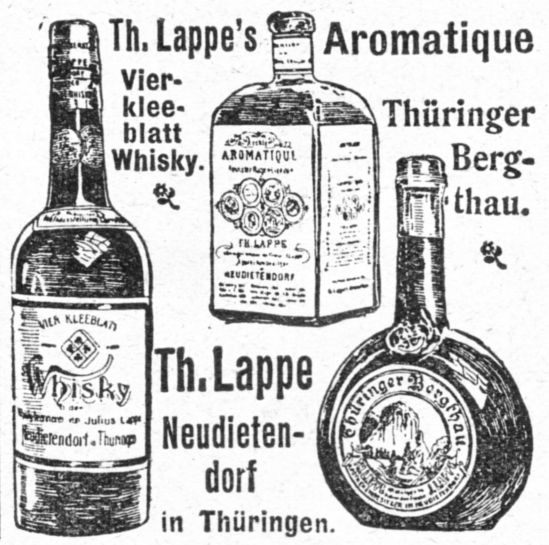
Anzeige Th. Lappe aus dem Jahr 1904

Rechnungsvordruck der Fa. Lappe, um 1930

Aromatique (umgangssprachlich „Aro“) ist ein Gewürzlikör. Der Geschmack unterscheidet sich deutlich von anderen Kräuterlikören.
Der Alkoholgehalt der heute von zwei Herstellern produzierten Spezialität liegt bei 40 Volumenprozent, Basis zur Herstellung sind Gewürze. Aromatique wird in verschiedenen Flaschengrößen von 0,02 Liter bis einem Liter gehandelt. Traditionell wird der „Aro“ in eckige Flaschen abgefüllt. Diese Tradition wurde nur kurzzeitig während Materialengpässen in der DDR unterbrochen.

## Geschichte
Anfang des 19. Jahrhunderts stellte der Neudietendorfer Apotheker Daniel Thraen aus Anlass des Ausbruches einer Epidemie aus Kräutern erstmals ein alkoholhaltiges Arzneimittel her und nannte dieses tinctura aromatica composita. Da die Nachfrage im Laufe der Zeit stieg – auch nach Beendigung der Epidemie – wurde vom nachfolgenden Apotheker Theodor Lappe dieser Likör weiterentwickelt und ab 1828 als Magenbitter verkauft.
Der Aromatique wurde seitdem von verschiedenen Firmen in unterschiedlichen Geschmacksrichtungen produziert und als „die Verdauung und den Appetit in ausgezeichneter Weise anregender und stärkender Kräuter-Liqueur“ (Werbung der Fa. Hugo Frenzel, um 1900) beworben.
Von 1945 bis in die Mitte der 1950er Jahre gab es in Neudietendorf noch insgesamt fünf Aromatiquefabriken. Seit 1976 existiert nur noch ein Hersteller in Neudietendorf, der diesen Kräuterlikör produziert. Die übrigen Firmen der Aromatique-Hersteller in Neudietendorf erloschen aufgrund des Weggangs der Eigentümer aus der SBZ bzw. der DDR.
Im Jahr 1972 erfolgte die zwangsweise Verstaatlichung der Th. Kramer & Co Branntwein und Likörfabrik, die fortan als VEB Aromatique Neudietendorf firmierte. 1991 wurde das Unternehmen an den letzten Alteigentümer Hans Baumbach rückübertragen, der es fortan als Spirituosenfabrik Aromatique GmbH weiterführte. 1995 zog das Unternehmen in neue Fabrikationsräume im Gewerbegebiet Neudietendorf um, wo gegenwärtig (Stand: Frühjahr 2012) über 20 Mitarbeiter an zwei Abfüllstrecken für die Herstellung der Erzeugnisse von der Destillation bis zur Auslieferung nach ganz Deutschland sorgen.
Die Firmen Lappe, Schultz und Nordhaus produzierten eine Zeit in Westdeutschland weiter ihre Aromatique-Spezialitäten. So z. B. die Firma Th. Lappe in Neu-Isenburg. Der Schultz-Aromatique wurde bis mindestens 1993 in Katlenburg durch die Katlenburger Kellerei Dr. Demuth GmbH & Co. KG produziert, die durch die Obstweinherstellung bekannt ist. Von diesen Herstellern produziert heute niemand mehr Aromatique.
2013 wurde in Jößnitz die Produktion von Aromatique (Echt Dünnebiers Aromatique – feinster Gewürzbitter) nach dem aus dem Jahre 1885 stammenden Rezept der ehemaligen Zwickauer Firma E.G. Dünnebier wieder aufgenommen. Echt Dünnebiers Aromatique ist kein "Abkömmling" der Neudietendorfer Aromatique-Produzenten. Die Entwicklung der Rezeptur Dünnebiers erfolgte autark "auf den Reisen durch Frankreich".
Der frühere Werbeslogan der Neudietendorfer Firma „Dient Ihrem Magen, schafft Wohlbehagen“ wurde 1991 aufgrund der bundesdeutschen Gesetzgebung durch „Ein AROMATIQUE gehört dazu“ ersetzt.

## Liste der früheren Aromatique-Hersteller
- Apotheker Th. Lappe: Lappe‘s Aromatique, gegr. 1828, Der eigentliche (a)echte Aromatique, später geführt durch J. Lappes Erben
- Andreas Schultz: Schultz-Aromatique, gegr. 1858
- Th. Kramer & Co. Branntwein und Likörfabrik, Echter Dietendorfer Kramer Aromatique, 40 Vol. % Magenbitter; 1876 Gründung als Branntwein- und Likörfabrik durch Reinhold Schmidt; ab 1897 als Th. Kramer & Co.
- Fa. Hugo Frenzel, Gotha: Aechter Aromatique. Feinster Magen-Liqueur 35 Vol. %
- Fa. E. F. Hundert
- Fa. J. Bauer
- Fa. G. L. Ohrenberg
- Fa.  Bruno Favre
- Fa. Tempel & Otto Magdeburg
- Fa. C. Weber Inh. Ernst Falk: Echter Aromatique
- Fa.  Arthur Nordhaus (vormals Fa. C. Weber)
- VEB Aromatique Neudietendorf: (Echter) Neudietendorfer Aromatique 40 Vol. % Magenbitter
- Fa. Otto Magnus, Hannover
- Fa. Ferd. Brandt, Likörfabrik, Erfurt: Aechter Aromatique Marke Magen-Doctor Feinster Magen-Liqueur 40 Vol. %
- Edmund Tuch: Aechter Aromatique, Dietendorf
- E.G. Dünnebier, Zwickau i.S., Aromatique Feinster Magen-Liqueur 40 Vol. %

## Heutige Aromatique-Hersteller
- Spirituosenfabrik Aromatique GmbH Neudietendorf (vorm. Th. Kramer & Co Branntwein und Likörfabrik): Echter Neudietendorfer Aromatique 40 Vol. % Gewürzbitter (bis 2004 Magenbitter), gegr. 1876
- Bernd Gallon, Plauen: Echt Dünnebiers Aromatique – feinster Gewürzbitter 40% Vol., gegr. 2013